# F. O. Bernstein
Friedrich Otto Bernstein (* 1929 in Leipzig; † 1999) war ein deutscher Fotograf.

## Leben
Bernstein begann 1948 sein Studium der Fotografie an der Hochschule für Grafik und Buchkunst, das er 1952 als Diplom-Fotograf abschloss. In dieser Zeit dokumentierte er fotografisch das Leben in einem Leipziger sozialen Brennpunkt. Als Selbstständiger fotografierte Bernstein für den VEB Automobilwerk Eisenach. Von 1956 bis 1958 engagiert sich Bernstein in der Künstlergruppe „action fotografie“, der unter anderem Roger Rössing, Renate Rössing, Günter Rössler, Ursula Arnold und Volkmar Jaeger angehörten.
Im Jahr 1958 siedelt er nach Düsseldorf über. Dort arbeitet er weiter als Werbefotograf für Firmen wie Citroën, Renault und Leitz, fotografierte aber auch Jazzkonzerte von Louis Armstrong, Ella Fitzgerald und Duke Ellington sowie Naturschauspiele wie Geysir-Ausbrüche in Island.
Ein Teil seines Nachlasses befindet sich seit 2007 im Besitz des Museum der bildenden Künste Leipzig sowie des Stadtarchivs Eisenach.

## Ausstellung
- 2009: „F. O. Bernstein. Ein Fotografenleben“ im Museum der bildenden Künste Leipzig